# Alci Acosta
Alcibiades Alfonso Acosta Cervantes (Soledad, Atlántico, 5 de noviembre de 1938), conocido como Alci Acosta, es un cantante, músico y compositor colombiano de boleros. Además es uno de los más conocidos intérpretes colombianos del bolero, además de pianista.

## Biografía
Su infancia la vivió en Soledad, Atlántico. Luego se trasladó a Barranquilla, donde estudió piano y luego empezó a trabajar como pianista en varias orquestas locales. Su carrera como solista arranca en 1965 cuando graba su primer sencillo Odio gitano, composición de Cristóbal Sanjuán.   
Años más tarde tiene la oportunidad de grabar a dúo con el ecuatoriano Julio Jaramillo y Olimpo Cárdenas varias canciones entre las cuales tenemos otra versión de Odio gitano y Dos rosas. Hizo varias giras al exterior, en las cuales visitó países como México, Venezuela, Perú y Ecuador, donde es recordado con gratitud por grabar con Julio Jaramillo la canción Odio Gitano. 
Su hijo Checo es cantante de música tropical.
Algunos de sus éxitos son Traicionera de Jaime R. Echavarría, El contragolpe de Miguel Valladares, Si hoy fuera ayer de Edmundo Arias, La cárcel de Sing Sing de Bienvenido Brens, El último beso (Last Kiss) de Wayne Cochran y su mayor hit: La copa rota de Benito de Jesús.
Su tema La cárcel de Sing Sing es uno de los boleros más sonados en Perú, y que su voz tan característica ha propiciado que en más de una película filmada en dicho país, se coloque de fondo alguno de sus temas para crear ciertos ambientes. Tal es el caso de películas como "Pantaleón y las Visitadoras", "Django, la otra cara", etc.
En 2006 alternó escenario exitosamente en El Salvador con Leo Dan. En 2022, después de la muerte de su esposa, se retiró de los escenarios.